# Mariquita (Colômbia)
Mariquita (oficialmente San Sebastián de Mariquita) é uma cidade colombiana, localizado no departamento de Tolima.
Após a colonização espanhola, Mariquita foi a primeira capital da Colômbia, e hoje é conhecida como a capital fruteira da Colômbia .
Nesta cidade se encontra o corpo de Gonzalo Jiménez de Quesada, o fundador de Santa Fé de Bogotá .

## História
O nome "Mariquita" é de atribuição à um suposto cacique que vivia e governava a província, e se chamava "Malchita". Rápida era a pronúncia que os indígenas faziam de seu nome e foi "Mariquita" que os espanhóis vieram a entender .
A cidade foi fundada pelo capitão Francisco Núñez Pedroso em 28 de agosto de 1551, e contou com o desenvolvimento da mineração, principalmente do ouro, prata e sal .